# Намазова, Гаджар Агакиши кызы
Гаджар Агакиши кызы Намазова (азерб. Həcər Ağakişi qızı Namazova; 1921, Казахский уезд — ?) — советский азербайджанский виноградарь, Герой Социалистического Труда (1949).

## Биография
Родилась в 1921 году в селе Товуз Казахского уезда Азербайджанской ССР (ныне город в Товузском районе).
В 1942—1957 годах — звеньевая колхоза имени Низами Таузского района. С 1965 года работает в обществе потребителей города Тауз. В 1948 году получила урожай винограда 212,5 центнеров с гектара на площади 3 гектаров.
Указом Президиума Верховного Совета СССР от 21 июля 1949 года за получение высоких урожаев винограда в 1948 году Намазовой Гаджар Агакиши кызы присвоено звание Героя Социалистического Труда с вручением ордена Ленина и золотой медали «Серп и Молот».
С 2002 года — президентский пенсионер.